# Edmund Landau
Edmund Georg Hermann Landau (14 tháng 2 năm 1877 – 19 tháng 2 năm 1938) là nhà toán học Đức làm việc trên nhánh lý thuyết số và giải tích phức.

## Tiểu sử
Edmund Landau được sinh bởi gia đình Do thái ở Berlin. Bố của ông là bác sĩ sản khoa Leopold Landau, và mẹ ông là Johanna Jacoby. Landau học toán tại đại học Berlin, nhận bằng tiến sĩ của ông vào năm 1899 và nhận bằng habilitation (đủ năng lực để dạy tại các trường đại học tại Đức) trong năm 1901. Bài luận của ông dài 14 trang.
Trong 1895, bài viết của ông trên cách chấm điểm các giải cờ vua là bài viết đầu tiên có sử dụng độ chính tâm của vectơ riêng.
Landau dạy tại đại học Berlin từ năm 1899 đến năm 1909, sau đó ông giữ ghế tại đại học Göttingen. Ông cưới Marianne Ehrlich, con gái của nhà sinh vật học đoạt giải Nobel Paul Ehrlich, trong 1905.
Tại hội nghị toán học toàn thế giới năm 1912, Landau liệt kê ra bốn bài toán ông cho rằng cực kỳ khó có thể giải sử dụng các công cụ toán học ngày nay. Cho đến nay chúng vẫn chưa được giải và được gọi là các bài toán của Landau.
Trong những năm 1920, Landau đóng vai trò quan trọng trong quá trình thành lập học viện toán học tại đại học Hebrew của Jerusalem mới có. Với ý định định cư lâu dài tại Jerusalem, ông tự dạy bản thân mình tiếng Hebrew rồi giảng bài Solved and unsolved problems in elementary number theory (dịch: Các bài toán đã và chưa giải được trong lý thuyết số sơ cấp) bằng tiếng Hebrew vào ngày 2 tháng 4 năm 1925 trong lễ khởi công của đại học. Ông thương lượng với chủ tịch của đại học Judah Magnes, về vị trí ngồi trong đại học và toà nhà được dùng để làm học viện toán học.
Landau và gia đình di cư sang Mandatory Palestine trong 1927, sau đó ông bắt đầu dạy tại đại học Hebrew. Ban đầu gia đình gặp khó khăn thay đổi cho phù hợp với tiêu chuẩn sống hiện tại ở Jerusalem. Bên cạnh đó, Landau trở thành quân cờ giữa tranh chấp điều khiển đại học của Magnes và cặp Chaim Weizmann và Albert Einstein. Magnes cho rằng Landau nên được bầu làm hiệu trưởng, còn Einstein và Weizmann thì ủng hộ Selig Brodetsky. Landau chán ghét cuộc tranh chấp này nên đã quyết định quay về Göttingen, rồi ở đó cho đến khi ông buộc phải rời đi khi bị cướp chính quyền bởi Nazi trong 1933, để tham gia cuộc tẩy chay được tổ chức bởi Oswald Teichmüller. Do đó, ông chỉ giảng dạy ở bên ngoài nước Đức. Ông về Berlin vào năm 1934, sau đó mất vào đầu năm 1938.
Trong 1903, Landau đưa ra bài chứng minh đơn giản hơn nhiều cho định lý số nguyên tố và sau đó lần đầu đưa ra hướng tiếp cận hệ thống cho lý thuyết số giải tích trong cuốn Handbuch der Lehre von der Verteilung der Primzahlen (hay "Handbuch"). Ngoài ra ông cũng có những cống hiến quan trọng cho giải tích phức.
G. H. Hardy và Hans Heilbronn đã kể lại rằng "No one was ever more passionately devoted to mathematics than Landau" (tạm dịch: Không ai dành bản thân mình cho toán học sôi nổi như Landau).

## Công trình
- Handbuch der Lehre von der Verteilung der Primzahlen, Taubner, Leipzig, 1909.
- Darstellung und Begründung einiger neuerer Ergebnisse der Funktionentheorie, Springer, 1916.
- Einführung in die elementare und analytische Theorie der algebraischen Zahlen und Ideale, 1918.
- Vorlesungen über Zahlentheorie, 3 Vols, S. Hirzel, Leipzig, 1927.
- Grundlagen der Analysis, Akademische Verlagsgesellschaft, Leipzig, 1930.
- Einführung in die Differential- und Integralrechnung, P. Noordhoff N. V., Groningen, 1934.
- Über einige neuere Fortschritte der additiven Zahlentheorie, Cambridge University Press, London, 1937.

### Các bài được dịch
- Foundations of Analysis, Chelsea Pub Co. ISBN 0-8218-2693-X.
- Differential and Integral Calculus, American Mathematical Society. ISBN 0-8218-2830-4.
- Elementary Number Theory, American Mathematical Society. ISBN 0-8218-2004-4.